# Yoshinobu Kanno
Yoshinobu Kanno (jap. 菅野良信 Kanno Yoshinobu; ur. 1955) – japoński kolarz torowy, brązowy medalista mistrzostw świata.

## Kariera
Największy sukces w karierze Yoshinobu Kanno osiągnął w 1979 roku, kiedy zdobył brązowy medal w sprincie indywidualnym zawodowców na mistrzostwach świata w Monachium. W zawodach tych wyprzedzili go jedynie jego rodak Kōichi Nakano oraz reprezentant gospodarzy Dieter Berkmann. Był to jedyny medal wywalczony przez Kanno na międzynarodowej imprezie tej rangi. Nigdy nie brał udziału w igrzyskach olimpijskich.